# الكسندر إيلدر
الكسندر إيلدر (بالإنجليزية: Alexander Elder)‏ هو شخصية أعمال أمريكي، ولد في 1951 في سانت بطرسبرغ في روسيا.

## وصلات خارجية
- الموقع الرسمي